# Pierre Gaxotte
Pierre Gaxotte (Revigny-sur-Ornain, 19 novembre 1895 – Parigi, 21 novembre 1982) è stato un giornalista e storico francese.
La sua notorietà è legata alle posizioni molto critiche nei confronti della Rivoluzione francese e delle tesi classiche della storiografia sull'argomento. Nel 1914 Gaxotte si avvicinò all'Action française; nel 1920 si laureò presso l'École normale supérieure iniziando poi l'attività giornalistica curando la collana di storia "Grandes Etudes historiques". Parallelamente lavorò come insegnante di liceo. Dal 1930 al 1940 scrisse per il settimanale di stampo fascista "Je suis partout" (Io sono dovunque), di cui assunse informalmente la direzione, e per il foglio similare "Gringoire". Dal 1945 iniziò la collaborazione con "Le Figaro". Nel 1953 fu eletto all'Académie française.
La sua interpretazione della Rivoluzione francese parte dal presupposto che l'Antico regime fosse un'istituzione tutto sommato stabile, promotrice di ordine e sicurezza per "cinquanta generazioni", abbattuta dalla Rivoluzione solo per andare incontro alle ambizioni politiche di una ristretta classe borghese. Da allora la Rivoluzione sarebbe degenerata nel caos dell'anarchia, deviando verso pericolose forme di comunismo trionfanti negli anni del Terrore. La presa del potere da parte di Napoleone Bonaparte andrebbe letta come l'inevitabile sbocco di un processo storico violento, parentesi tra due epoche di stabilità (l'Antico Regime e la Restaurazione post-napoleonica). Il suo La rivoluzione francese (1928) ha avuto due revisioni nel 1940 e nel 1978, mantenendo inalterate le tesi e la struttura. Di gradevole lettura e forte impatto narrativo, l'opera non ha taglio storiografico (non ci sono note di riferimento né citazioni di fonti nuove) ma le tesi critiche dell'autore sono rintracciabili nei foschi quadri introduttivi che egli realizza riguardo ai principali personaggi: Marat, Danton, soprattutto Robespierre.

## Opere tradotte
- La rivoluzione francese (La Révolution française, 1928), traduzione di Luigi Ermete Zalapy, Collezione Universale, S.San Giovanni-Milano, Barion, 1933. - BUR, Milano, 1950.
- La rivoluzione francese (La Révolution française, nouvelle édition, Fayard, 1970), traduzione di Maria Rosa Zannini, Collana Oscar Biografie e Storia, Milano, Mondadori, 1989. - Collana Oscar Storia, Mondadori, 1997-2017.
- Federico II Re di Prussia (Frédéric II, roi de Prusse, 1967), traduzione di S. Di Gioacchino Corcos, Novara, De Agostini, 1972-1990, ISBN 978-88-402-9087-4.
- La responsabilità delle democrazie nella decadenza dell'Europa, R. Accademia d'Italia, Roma, 1932. [relazione di 8 pp. tenuta in occasione del Convegno Volta, 10-20 novembre]

### Curatele
- Lettres de Louis XIV, publiées avec une Introduction et des notes par Pierre Gaxotte, Paris, Éditions Jules Tallandier, 1930.